# (15987) 1998 XV10
1998 أكس في 10 (ويعرف أيضًا باسم (15987) 1998 أكس في 10 وفق تسمية الكوكب الصغير) (بالإنجليزية: 1998 XV10)‏ هو كويكب ضمن حزام الكويكبات؛ وترتيبه 15987 من حيث الاكتشاف.
اكتُشف هذا الجُرم الفلكي بواسطة OCA–DLR Asteroid Survey ‏ في 15 ديسمبر 1998.

## وصلات خارجية
- (15987) 1998 XV10 في قاعدة بيانات مختبر الدفع النفاث لأجرام النظام الشمسي الصغيرة

- الاكتشاف · مخطط المدار ·  العناصر المدارية · المعلمات المادية

- (15987) 1998 XV10 على موقع ويكي سكاي: DSS2, SDSS, GALEX, IRAS, Hydrogen α, X-Ray, Astrophoto, Sky Map, Articles and images